# Огнена земя (остров)
Огнена земя (на испански: Isla Grande de Tierra del Fuego) е остров у южния край на Южна Америка, на териториите на Чили и Аржентина. Площта му възлиза на 47 992 km², от които 29 485 km², 61,43% в Чили и 18 507 km², 38,57% Аржентина. Остров огнена земя е 29-тият по големина остров на Земята.

## География

### Географско положение, граници
Остров Огнена земя е разположен в най-южната част на Южна Америка, като Магелановия проток го отделя на север и северозапад от континента, а на изток протока Лемер – от остров Естадос. На запад, югозапад и юг система от протоци и канали го отделят от множество по-малки острови в архипелага. На запад протока Уайтсайд го отделя от остров Доусън, а протока Кокбърн – от островите Капитан Арисена, Кларънс и др. по-малки. На югозапад протока Баленеро го отделя от островите Стюърт, Лондондери и др. по-малки, а на юг протока Бигъл – от островите Осте, Наварино, Пиктън, Нуева и др. по-малки. (По подробно виж приложените в източниците приложените топографски карти).

### Брегове
Североизточния бряг на острова е слабо разчленен, нисък, плосък и почти праволинеен. Тук по-голям залив е Сан Себастиян. Останалите брегове на Огнена земя са предимно високи, стръмни, планински и изключително силно разчленени. На северозапад и запад дълбоко в сушата се вдават заливите сан Фелипе, Хенте Гранде, Инутил и Алмирантасхо. Югозападната част на острова е заета от планинския полуостров Брекнок с дължина над 200 km. Неговите брегове са осеяни със стотици дълги и тесни фиорди и вторични полуострови. (По подробно виж приложените в източниците приложените топографски карти).

### Релеф
Североизточната част на Огнена земя е заета от хълмисти моренни равнини и низини. Западните и южните му части са планински, съставени от раздробените най-южни разклонения на Патагонските Анди, изрязани от фиорди и протоци, със значително съвременно заледяване (снежната линия е на височина 600 – 800 m). Най-високата точка на острова е връх Дарвин (2469 m), издигащ се в основата на полуостров Брекнок.

### Климат, води, растителност
Климатът е умерен, океански, прохладен. Средните януарски (летни) температури са 10 – 11°С, а средните юлски (зимни) 0 – 2°С. Годишната сума на валежите на запад и юг е около 2000 mm, а на североизток – около 500 mm. Най-голямата река на острова е Рио Гранде, течаща на изток и вливаща се в Атлантическия океан. На север от нея протича река Рио Чико. В южната, планинска част на острова, в дълбока тектонска падина е разположено голямото езеро Фаняно. На запад и юг са разпространени листопадни и вечнозелени гори, съставени предимно от бука нотофагус. Североизточните части са заети от ливадно-степна растителност и множество торфени блата.

## Стопанство, население, селища
Населението на острова през 2018 г. наброява 173 000 души. то се занимава предимно с овцевъдство, риболов, през последните години и с туристическа дейност. В северните части се разработват находища на нефт и газ. В чилийския град Манантялес (на северното крайбрежие) функционира нефтопреработвателен комплекс. На южния бряг на острова е разположен най-южния град на света Ушуая, който се явява и най-голямото селище в Огнена земя.

## Историческа справка
Северният и северозападният бряг на Огнена земя е открит през ноември 1520 г. от великия испански мореплавател Фернандо Магелан по време на 1-то околосветско плаване. Той наименува новооткритите земи Огнена земя (Земя на огньовете) поради това, че през нощта по брега местните индианци–огнеземелци са палели огньове за да предупреждават другите племена за придвижването на корабите на Магелан.